# Potentialtheorie
Die Potentialtheorie oder die Theorie der wirbelfreien Vektorfelder behandelt die mathematisch-physikalischen Grundlagen konservativer (wirbelfreier) Kraftfelder.
Wichtige Anwendungen sind einige in der Natur wirksame Skalarfelder, insbesondere das Gravitations- bzw. Schwerefeld sowie elektrische und magnetische Felder. In der Fluiddynamik (Aerodynamik und Hydrodynamik) lassen sich Strömungsfelder als Potentialfeld beschreiben, ebenso viele Vorgänge in der Atomphysik und die Modellierung der genauen Erdfigur.
Die Anfänge der Theorie gehen auf den italienischen Mathematiker und Astronomen Joseph-Louis Lagrange, den Engländer George Green und schließlich Carl Friedrich Gauß zurück, der dabei bereits Anwendungen für die Geoidbestimmung im Sinn hatte.
Zentrale Elemente des Theoriegebäudes sind das Potential und seine örtlichen Ableitungen, bei denen zwischen dem Innenraum eines Körpers (mit seiner Ladungs- bzw. Massenverteilung) und dem quellfreien Außenraum zu unterscheiden ist (siehe Laplace-Gleichung).

## Vektor- und skalares Feld
Die Potentialtheorie beruht darauf, dass zu jedem konservativen Vektorfeld ein skalares Potentialfeld existiert, dass also in jedem Punkt das Vektorfeld {\displaystyle {\vec {a}}({\vec {r}})} durch den Gradienten des Potentialfeldes {\displaystyle \Phi ({\vec {r}})} gemäß
{\displaystyle {\vec {a}}({\vec {r}})=\operatorname {grad} \,\Phi ({\vec {r}})={\vec {\nabla }}\,\Phi ({\vec {r}})}
mit dem Nabla-Operator {\displaystyle \nabla } gegeben ist (man spricht daher auch vom Gradientenfeld). Gleichzeitig lassen sich durch Bildung der Divergenz von {\displaystyle {\vec {a}}} die Quellen und Senken des Feldes bestimmen (zum Beispiel die elektrischen Ladungen beim elektrischen Feld):
{\displaystyle \rho ({\vec {r}})=\operatorname {div} \,{\vec {a}}({\vec {r}})=\operatorname {div} \,(\operatorname {grad} \,\Phi ({\vec {r}}))={\vec {\nabla }}\cdot \,({\vec {\nabla }}\,\Phi ({\vec {r}}))=\Delta \Phi ({\vec {r}})}
mit dem Laplace-Operator {\displaystyle \Delta }.
Die Potentialtheorie beschäftigt sich nun damit, wie sich bei einer gegebenen Größe, z. B. dem Quellenfeld {\displaystyle \rho ({\vec {r}})}, die korrespondierenden anderen Größen berechnen lassen. Entsprechend der jeweiligen Fragestellung spricht man dabei von verschiedenen „Problemen“.

## Poisson-Problem
Für das Potential gilt die Poisson-Gleichung
{\displaystyle \Delta \Phi ({\vec {r}})=\rho ({\vec {r}}).}
Wenn das Quellenfeld {\displaystyle \rho ({\vec {r}})} gegeben ist, lässt sich das Potential durch Integration bestimmen: Da eine einzelne punktförmige Quelle der Stärke {\displaystyle q} am Punkt {\displaystyle {\vec {r}}'} das Potential
{\displaystyle \Phi ({\vec {r}})={\frac {1}{4\pi }}{\frac {q}{|{\vec {r}}-{\vec {r}}'|}}\quad {\text{bzw.}}\quad \mathrm {d} \Phi ({\vec {r}})={\frac {1}{4\pi }}{\frac {\mathrm {d} q}{|{\vec {r}}-{\vec {r}}'|}}={\frac {1}{4\pi }}{\frac {\rho ({\vec {r}}')}{|{\vec {r}}-{\vec {r}}'|}}\ \mathrm {d} V'}
erzeugt, ergibt sich durch Aufsummieren bzw. Integration insgesamt
{\displaystyle \Phi ({\vec {r}})={\frac {1}{4\pi }}\int {\frac {\rho ({\vec {r}}')}{|{\vec {r}}-{\vec {r}}'|}}\ \mathrm {d} V'.}

## Dirichlet-Problem
Häufig lassen sich in der Physik die Quellenfelder nicht direkt messen, wohl hingegen ihr Potentialfeld auf einem bestimmten räumlichen Gebiet. Ein solcher Fall ist die Erforschung des Erdinneren durch geodätische oder geophysikalische Methoden:
Man kann nicht ins tiefe Erdinnere bohren, um dort die Dichte zu bestimmen – man kann jedoch auf der Erdoberfläche ihre Wirkung in Form der Fallbeschleunigung und der Lotabweichung messen.
In einem solchen Fall ist {\displaystyle \Phi ({\vec {r}})} auf einem Teil des Raumes bestimmt, das Quellenfeld selbst jedoch unbekannt. Es ist nur unter gewissen Nebenbedingungen eindeutig und lässt i.a. mehrere Lösungen zu (siehe auch Umkehrproblem der Potentialtheorie). 

Eine elegante mathematische Lösung des Dirichlet-Problems ist mit Hilfe der Greenschen Funktionen möglich.

## Potential der einfachen Schicht
Eine Schwierigkeit bei praktischen Berechnungen in der Potentialtheorie ist oft die große zu verarbeitende Datenmenge, beispielsweise für harmonische Kugelfunktions-Entwicklungen zur Bestimmung von Schwerefeld und Geoid. Um beispielsweise aus Bahnstörungen von Satelliten 50.000 Massefunktionen des Erdkörpers zu berechnen, benötigt die Neumannsche Methode ca. 100.000 Datensätze und die Inversion von riesigen Matrizen (Gleichungssystemen).
Für dieses Problem der Satellitengeodäsie hat der Bonner Geodät Karl Rudolf Koch in den 1970er Jahren unter der Bezeichnung „Potential der einfachen Schicht“ eine sog. robuste, sehr effektive Rechenmethode erarbeitet, bei der das Störpotential nicht durch harmonische Funktionen, sondern als Flächenbelegung auf der Erdoberfläche dargestellt wird. Diese fiktiven dünnen Schichten ersetzen die im Detail unbekannte Quellen- bzw. Massenverteilung im tieferen Erdinnern und in der Erdkruste. Die im Prinzip an den Modellrändern unstetige Rechenmethode bewährte sich in der Praxis ungemein und konnte die Rechenzeiten der Großcomputer auf einen Bruchteil reduzieren.